# New Frontier (Hotel)
The New Frontier war eine Hotel- und Kasinoanlage am Strip von Paradise. Das New Frontier existierte ab dem 30. Oktober 1942 und war das zweite Hotel, das am Las Vegas Strip eröffnet wurde. Das Hotel hatte 986 Zimmer und eine Spielkasinofläche von 9300 m². Am 16. Juli 2007 wurde das Hotel geschlossen. Im November 2007 wurde es abgerissen, um einem neuen Resort Platz zu machen.

## Geschichte
Auf dem Grundbesitz entstand 1930 zunächst ein Nachtclub namens Pair O’Dice (in Anspielung auf das ähnlich klingende englische paradise), das bereits in der unmittelbaren Folgezeit umgebaut und 1942 in Hotel Last Frontier umbenannt wurde. Nach einer Modernisierung der Anlage erhielt das Hotel 1955 den Namen New Frontier.
Das Hotel konnte sich rühmen, Elvis Presley bei seinem ersten Aufenthalt in Las Vegas 1956 beherbergt zu haben. Zuvor absolvierte Liberace 1944 seinen ersten Auftritt in Las Vegas in diesem Hotel. 1970 gaben Diana Ross und The Supremes im New Frontier ihre Abschiedsvorstellung. Von 1981 bis 1988 traten Siegfried und Roy mit ihrer Beyond Belief Show im Hotel auf und gaben 3.538 Vorstellungen. Die 100 Minütige Show galt als erste Familienfreundliche Las Vegas Show, da auf die üblichen Oben ohne Tänzerinnen verzichtet wurde und als erste Show dieser Größenordnung von Las Vegas Magiern überhaupt. Sie hatte rund 3 Millionen Zuschauer und jede Vorstellung war ausverkauft.
Im September 1967 erwarb der Milliardär Howard Hughes für rund 14 Millionen US-$ die Hotelanlage von den Vorbesitzern, zu denen auch der Spekulant Steve Wynn gehörte. Hughes verkürzte den Hotelnamen auf The Frontier. 1998 verkauften die zwischenzeitlichen Eigentümer Margaret Elardi und ihre beiden Söhne die Anlage schließlich an Phil Ruffin, der die alte Bezeichnung New Frontier wieder verwendete.
Bereits 2000 kündigte Ruffin den Abriss und völligen Neubau des Hotels an. Hohe Zinssätze und die Ereignisse des 11. September 2001 verhinderten die Umsetzung der Pläne.
Um Mitternacht am 15. Juli 2007 stellte das New Frontier den Hotel- und Casinobetrieb ein und wurde am 16. November 2007 gesprengt. Das fast 60 Meter hohe Hotelschild stand noch bis zum 10. Dezember 2008 und wurde dann abgerissen.
Ruffin legte 2005 neue Umbaupläne vor, nach denen das New Frontier 2007 einem Neubau mit 2700 Zimmern weichen sollte. Die neue Anlage sollte den Namen Montreux tragen, benannt nach dem Montreux Jazz Festival. Ein 122 Meter hohes Riesenrad, ähnlich dem London Eye, war neben dem Hotel als Blickfang geplant. Dieses Projekt wurde jedoch abgesagt.
Phil Ruffin verkaufte 1,4 Hektar des 17 Hektar großen Areals an seinen Partner Donald Trump, der dort eine Hotelanlage mit dem Namen Trump International Hotel & Tower errichten wollte. Die Fertigstellung dieser Anlage war für das Jahr 2010 geplant, Donald Trump erhielt jedoch keine Baugenehmigung für das Areal. Anschließend sollte bis 2011 von der Investmentgesellschaft „Elad“, welche das Areal von Ruffin im Jahre 2007 für 1,2 Milliarden Dollar erwarb, das „New York Plaza Hotel and Casino“ für rund 5 Milliarden Dollar dort seine Tore mit 3500 Zimmern eröffnen.
Allerdings wurde das Projekt im Jahr 2011 wegen negativer Entwicklungen auf dem Immobilienmarkt gestoppt.
Im August 2014 wurde bekannt, dass der australische Milliardär James Packer Rechte an dem Grundstück erworben hat und bis 2018 den Bau eines neuen Hotels und Kasinos plant.